# 親族相盗例
親族相盗例（しんぞくそうとうれい、単に「親族相盗」ともいう。）は、刑法上の規定の一つ（刑法244条1項・刑法244条2項・刑法251条（準用）・刑法255条（準用）で規定）で、親族間で発生した一部の犯罪行為またはその未遂罪については、その刑を免除し（刑法244条1項）、または親告罪とする（刑法244条2項）ものである。

## 概要
親族の意義は原則として民法に従う。親族が「配偶者・直系血族・同居の親族」の場合には、刑法244条1項により刑が免除されるため、警察や検察による逮捕や取調べなどの捜査は基本的には行われない。その他の親族の場合には、同条2項により親告罪となる。この親族関係は目的物の所有者・占有者双方と行為者との間に必要であるため、親族の物を他人が占有する場合や他人の物を親族が占有する場合については、この特例の適用はない（最決平成6年7月19日）。
親族相盗例の趣旨については、親族間の行為は違法阻却・責任阻却の対象であって犯罪行為の成立そのものがありえないとする説と、親族間の行為でも犯罪行為は成立するがその特殊な身分関係によって処罰のみが阻却されるという説があるが、刑法学者の多くは後者の説を採る。
この規定が適用されるのは、窃盗罪（235条）・不動産侵奪罪（235条の2）・詐欺罪（246条）・電子計算機使用詐欺罪（246条の2）・背任罪（247条）・準詐欺罪（248条）・恐喝罪（249条）・横領罪（252条）・業務上横領罪（253条）・遺失物等横領罪（254条）とそれらの未遂罪である。器物損壊罪（261条）には適用されず、また強盗罪（236条）についても適用はない。
被害者が第三者（この場合は親族に該当しない者）に及んだ場合には、その相手に対する犯罪行為は成立する。また、加害者が複数で共犯として第三者が含まれている場合には、親族関係にない加害者の犯罪行為には適用されない（244条3項）。
強盗（致傷）罪で起訴したところ、判決では恐喝罪が認定されたため、親族相盗例が適用され刑の免除が言い渡された事例がある（横浜地判平成24年11月30日）。

## 親族相盗例の現代的問題
これは、儒教的な家族観の影響を受けて、「法律は家族間の問題には関与しない（家庭内で解決させる）」という明治時代の現行刑法立法者の政策的配慮が働いていると考えられている（また、ヨーロッパにおいても「法は家庭に入らず」というローマ法以来の法諺が存在していた）。だが、当時は家庭の財産は一般的に尊属にあたる家長（父親・祖父）が占めており、他の要員である配偶者（妻・嫁）や卑属（子・孫）が独自に財産を保有している可能性が少なかったために、こうした犯罪行為の対象になる財産は家長の所有であり、家長の「懲戒権」で対応すべき問題と考えられてきた。ところが、現代では家制度の崩壊や家族の多様化によって家族の要員それぞれが財産を有する事が当たり前となってきた。
2005年に母親の死によって生命保険の受取人となった未成年者の預金を家庭裁判所から後見人に任じられた実の祖母（直系血族）と伯父夫婦（同居の親族）が横領するという事件が発覚した。この場合、親族相盗例に従えば、祖母と伯父夫婦は処罰される事はない。だが、検察官は家庭裁判所からの後見人任命の約束に反したと解釈して祖母と伯父夫婦を起訴した。この場合のような家庭内での力関係では「弱者」である若年の卑属の個人財産が年長の親族によって侵されたような場合には、親族相盗例がかえって弱者保護の妨げになってしまうケースも存在しうるのである。なお、この事件について、最高裁は、未成年後見人は家庭裁判所から選任される公的性格を有するものであるから親族相盗例の適用はないとした（最決平成20年2月18日）。
また、その他のケースとしては、事実婚（内縁）の配偶者が、親族相盗例における配偶者にあたるかという問題につき、2006年に最高裁は「配偶者」の意義を厳密に解釈し、事実婚の配偶者による窃盗には、親族相盗例を適用しない旨を決定した（最決平成18年8月30日）。

## 類似の親族間の特例規定
親族相盗例と同様に刑法が親族に対する例外を認めているケースとしては、以下のものがある。
犯人隠匿罪・証拠隠滅罪についての105条
犯人・逃走者の親族が犯人の刑事法上の利益のために犯人隠匿罪・証拠隠滅罪を犯した場合に、刑罰を免除することができる（必ず免除されるものではない（任意的免除）。なお、1947年の改正以前は「之を罰せず」（違法性阻却事由）と規定されていた。）。これは親族と犯人・逃走者との関係を考えれば、これを助けたいと思うのが自然の人情であるとの政策的配慮によるものである。ただし、これは親族本人の自発的かつ直接的行動によるものに限られており、第三者の教唆・共犯を得て行った（能動的・受動的を問わず）場合はこの規定の適用対象外となる。
盗品等関与罪についての257条
財産犯人の親族が盗品等関与罪を行った場合には、刑罰を免除する（必要的免除）とされる。
また、民法891条2号にも同様の思想に基づく相続欠格の規定がある。